# MHEG-5
MHEG-5, ou ISO/IEC 13522-5, é um padrão completo para TV interactiva e foi desenvolvido pelo MHEG (ISO Multimedia and Hypermedia information coding Expert Group) e o Digital Audio Video Council (DAVIC) desde 1995. É parte de um sistema de padrões internacionais referente à apresentação da informação das multimédias. É maioritariamente usado como uma linguagem para descrever serviços de televisão interactiva.

## Perfis
MHEG-5 só define uma linguagem, algumas classes e as regras de codificação de objetos MHEG-5. Este não define detalhes como o tamanho do ecrã ou como o conteúdo deve de ser transportado ao espectador. Estes últimos são definidos em documentos chamados Perfis. Quase todos os perfis MHEG-5 para meios de televisão digital estão baseados no perfil definido no UK D-Book.

## Avaliação Técnica
MHEG-5 está desenhado para ser suportado por sistemas com recursos muito limitados, o que o faz um middleware muito adequado para set top box digitais. Um aplicativo MHEG-5, que é basicamente um conjunto de objetos multimédia e hipermédia que residem num computador no extremo do operador de TV, é convertido em formato de trama de dados e difundido numa rede de banda larga. No extremo receptor, um set top box digital com um componente de software chamado motor ou máquina virtual MHEG-5, extrai o conteúdo hipermédia/multimédia da trama digital, interpreta os dados e mostra-o no ecrã dos subscritores. Além de manusear os dados que vão entrando, o motor MHEG-5 também é responsável pela sincronização e pelo suporte de interatividade local.

## Requisitos de Hardware do Set Top Box
O requisito de cor do motor MHEG-5 é aproximadamente de só 300KB. Assim, um set top box com um processador de uma velocidade de 40 Milhões de Instruções por Segundo (MIPS) combinado com 4MB de cor RAM e 2MB de cor Flash, facilmente pode suportar este módulo. Posteriormente, subscritores que desejem receber canais digitais terrestres combinados com conteúdo multimédia, precisarão adquirir (ou arrendar) um set top box ou um televisor com um motor MHEG-5 integrado.

## Benefícios
Algumas das aplicações interactivas e streams com benefícios que MHEG-5 vai facilitar são:
- Internet Digital TV
- (Near) Video on Demand
- Home-shopping
- Publicidade interactiva
- Informação no ecrã
- Programas de vendas e merchandising
- Diários electrónicos
- Banca desde casa
- Acesso web/internet
- Aplicativos de comércio electrónico (e-commerce)
- Acesso instantâneo a inquéritos realizados a espectadores
- Jogos em linha

Muitas formas diferentes de interacção estarão disponíveis através dos serviços interactivos actuais. A seguinte lista dá-nos exemplos das capacidades da tecnologia interactiva para melhorar a programação da TV:
- Guias de programas electrónicos
- Animações estilo cartoon
- Texto (com formato)
- Páginas de hipertexto com informação enlaçada
- Fotografias
- Vídeo em janela ou em ecrã completo
- Teletexto com multimédia digital